# Stoclet-ház
A brüsszeli Stoclet-ház (franciául: Le Palais Stoclet, hollandul: Stocletpaleis) 1905 és 1911 között épült Josef Hoffmann osztrák építész tervei alapján. A ház tulajdonosa a gazdag bankár és műpártoló Adolphe Stoclet volt. A ház külső és belső kialakításának harmóniája miatt ezt tartják Hoffmann főművének, egyúttal a házat az art déco nyitányának is szokták nevezni.

## A ház története
A házat Brüsszel egyik fő közlekedési útvonala, az Avenue de Tervuren/Tervurenlaan mellett építették a Wiener Werkstätte, vagyis a bécsi műhely tagjai. A márvánnyal borított homlokzat meglehetősen egyszerű és már-már a modernizmust idézi, de ennek ellenére számos alkotást található a házon kívül és belül a szecesszió mestereitől: az ebédlőben Gustav Klimt által készített mozaik látható, míg a ház tetejét négy, Franz Metzner által készített rézszobor díszíti. Az építész, a művészek és az iparosok harmonikus munkái a Gesamtkunstwerk egyik kiemelkedő példájává teszik a házat. Az építész Hoffman egységes egésznek tervezte meg a házat, a kertet és a bútorokat is.
Stoclet halála után a ház négy lányára maradt. A ház 1976 óta műemléki védelem alatt áll, 2005-től a kert, illetve 2006-tól a házban található műalkotások, bútorok, használati tárgyak is hasonló védelem alatt állnak. Ennek az oka, hogy Stoclet örökösei közül hárman külön szerették volna értékesíteni a házban található műalkotásokat, elsősorban a Klimt-mozaikot. Ezért a belga francia közösség kormánya műemléknek nyilvánította a ház belsejét is, amit az örökösök bírósági úton megtámadtak.
2009-ben a ház felkerült az UNESCO világörökségi listájára.
A ház továbbra is a Stoclet család örököseinek tulajdonában van, ezért csak előzetes bejelentkezés után lehet látogatni a jelenleg üresen álló épületet.

## Képek

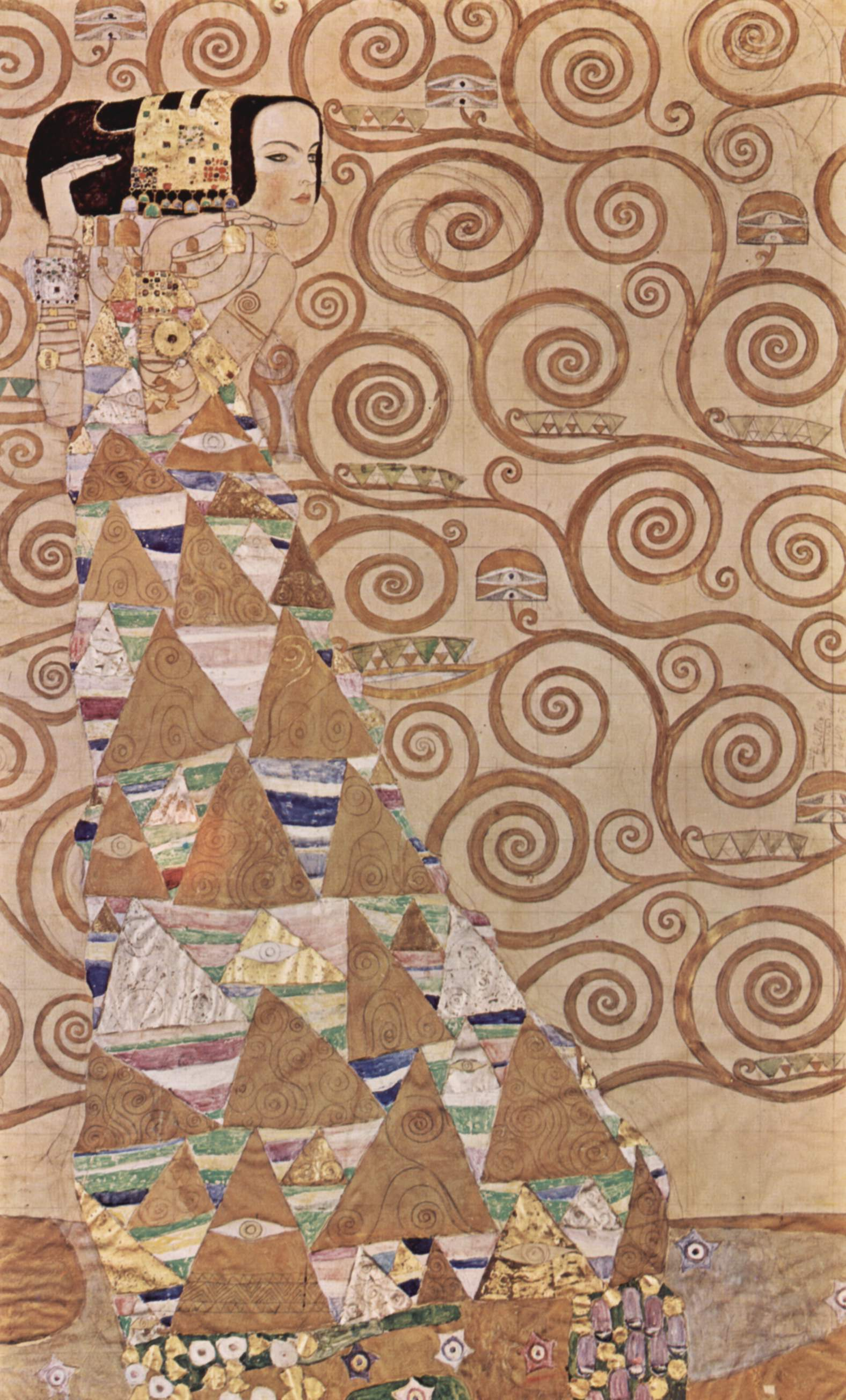
Részlet Gustav Klimt mozaikjának tervrajzából, amely az ebédlő falát díszíti
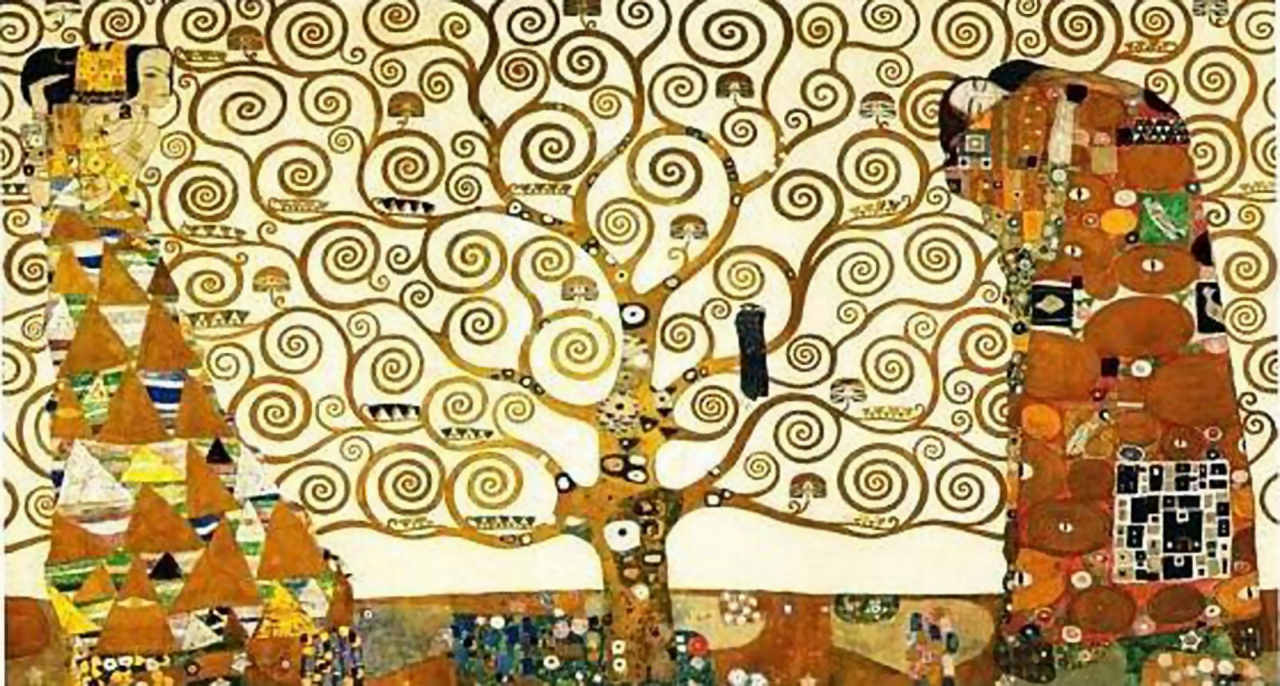
Az élet fáját ábrázoló étkezői mozaik-terv
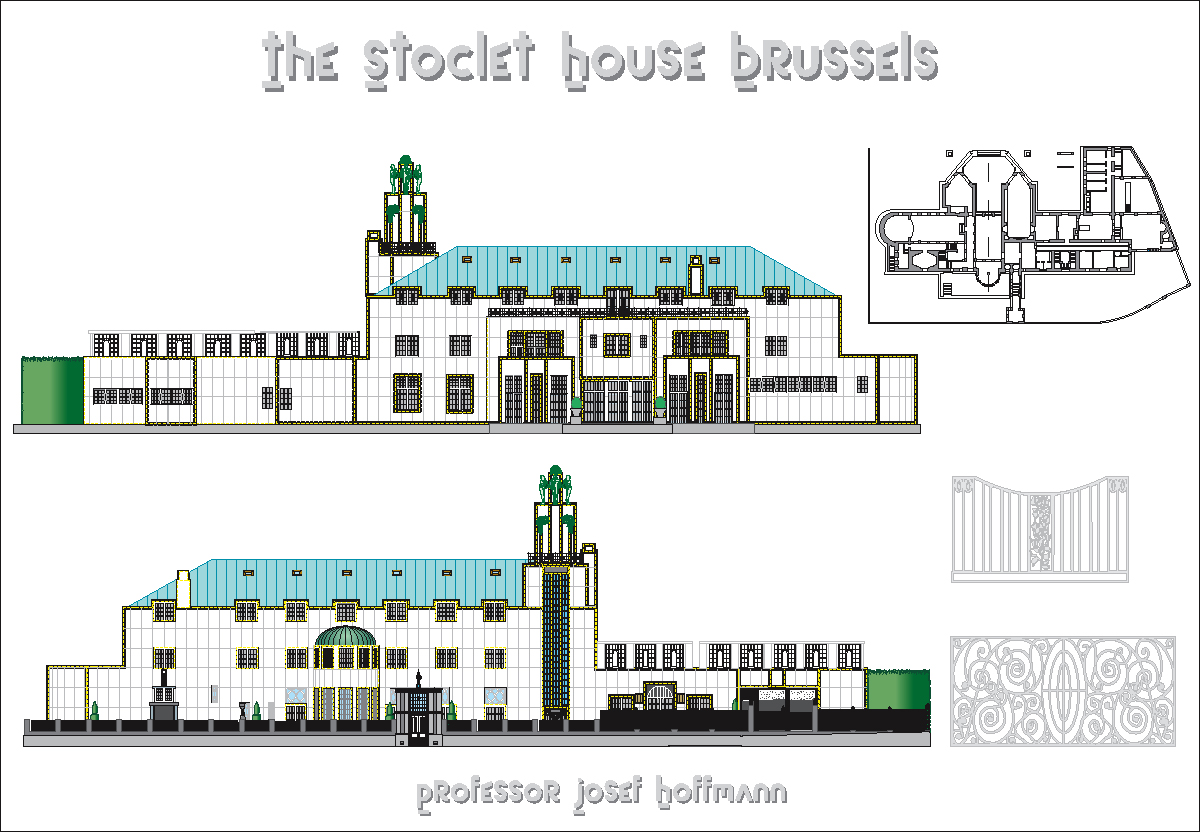
Josef Hoffmann-féle terv rajza